# ブロック・オズワイラー
ブロック・オズワイラー（Brock Alan Osweiler , 1990年11月22日 - ）は、アメリカ合衆国アイダホ州コー・ダリーン出身の元プロアメリカンフットボール選手。ポジションはクォーターバック（QB）。

## 経歴

### アリゾナ州立大学
スタンフォード大学とワシントン州立大学からも奨学金のオファーを受けていたが、アリゾナ州立大学へ進学した。1年次の2009年には6試合に出場し、内1試合に先発出場した。サンデビルズで、レッドシャツ経験なしの1年次選手が先発出場したのは1993年のジェイク・プラマー以来であった。1年次の成績はパス55回中24回成功、249ヤード、2TD、2INTだった。2年次も6試合に出場（先発1試合）し、パス109回中62回成功、797ヤード、5TD、0INTの成績を残した。3年次からは先発QBをつとめ4,036ヤード、26TDでシーズンを終えた。

### デンバー・ブロンコス
2012年のNFLドラフトで、デンバー・ブロンコスから2巡目（全体57位）で指名された。その後ブロンコスと4年契約を結んだ。
2012年第4週のオークランド・レイダース戦でプロ初出場を果たした。第17週のカンザスシティ・チーフス戦では初めてパスを投げ、パス4回中2回成功、12ヤードの成績を残した。
2013年第12週のニューイングランド・ペイトリオッツ戦では、ペイトリオッツの決勝フィールドゴールの際に、キックをブロックするための要員として出場した。これは、オズワイラーがチームで最も高身長だったためである(201cm)。
2014年第17週のレイダース戦でプロ初タッチダウンをあげた。
2015年第10週のカンザスシティ・チーフス戦で、4INT、レイティング0.0と大乱調だったペイトン・マニングに代わって、途中出場した。翌週のシカゴ・ベアーズ戦で、負傷欠場したマニングに代わってプロ初先発し、パス27回中20回成功、2TD、QBレイティング127.1の成績をあげ、チームを17-15で勝利に導いた。また、その週の週間MVPにも選ばれた。
ベアーズ戦の翌日には、オズワイラーが第11週のニューイングランド・ペイトリオッツ戦にも先発することが発表された。
第11週はオーバータイムの末、無敗のペイトリオッツを30-24で破った。翌週のサンディエゴ・チャージャーズ戦にも勝利し、初先発から3連勝を果たした。
初黒星は第14週のレイダース戦で、この試合ではカリル・マックに5サックを浴びた。
第15週にマニングが練習に復帰したが、オズワイラーは先発の座にとどまった。しかし、最終週に前半で2INT、1ファンブルを喫し、第3Qからマニングと交代した。その後マニングは27-20でチームを勝利に導き、ブロンコスは第1シードでプレイオフ進出を果たした。
2015年シーズンはパス275回中170回成功、10TD、6INT、QBレイティング86.4の成績をあげた。
プレイオフでマニングに先発の座を譲ったものの、チームはその後スーパーボウルに進み、カロライナ・パンサーズに24-10で勝利し、スーパーボウル王者となった。

### ヒューストン・テキサンズ
2016年3月9日、ヒューストン・テキサンズと4年82億円の契約を結んだ。だが期待に応えられず、一時先発の座をトム・サベージに奪われるなど、精彩を欠いた。

### クリーブランド・ブラウンズ
2017年3月9日、ブラウンズへの移籍が発表された。ブラウンズは同時にテキサンズから2018年のドラフト2位指名権を譲られている。新人QBデショーン・カイザーとの先発争いに敗れ、レギュラーシーズンでプレーすることなく2017年9月1日に解雇。

### デンバー・ブロンコス（2度目）
2017年9月2日、ブロンコスと1年契約を結び、1年ぶりに同チームに復帰した。4試合に先発出場。

### マイアミ・ドルフィンズ
2018年3月23日、ドルフィンズに加入。
怪我をした正QBのライアン・タネヒルの代役として先発出場するなど、7試合に出場した。

### 現役引退
2019年シーズンは開幕からどのチームとも契約していないフリーエージェント状態が続いた。10月17日に現役引退を表明した。